# Totibadze Gallery
Totibadze Gallery — московская галерея современного искусства, основанная Константином и Георгием Тотибадзе, Георгием Ташкером и Мариной Цурцумия 28 января 2016 года. Располагается на территории Центра современного искусства «Винзавод».

## История
Идейными вдохновителями проекта стали кинорежиссёр Марина Цурцумия и коллекционер Георгий Ташкер. Кураторы проекта — грузинские живописцы-братья — Георгий и Константин Тотибадзе. Галерея расположилась на территории бывшего Бродильного цеха.
Марина Цурцумия и Георгий Ташкер были деловыми партнерами и владели кафе «Цурцум» на территории ЦСИ Винзавод. После того, как в 2016 году одна из галерей по соседству покинула территорию центра, Марине и Георгию предложили открыть на этом месте свой проект. По словам Марины, они думали всего два дня.
Первой экспозицией, разместившейся в стенах галереи, стала выставка работ братьев Тотибадзе. Преимущественно это натюрморты и пейзажи. Оба художника являются сторонниками традиционной живописи.
По словам Марины Цурцумия, галерея представляет «немодное, но профессиональное современное искусство». Главной мотивацией стало желание представлять искусство, которое не относится к жанру contemporary, но создаётся современными художниками. «При всем уважении к современным концептуальным течениям мы не показываем на выставках герметичных работ, требующих специального навыка для их дешифровки. Мы чувствуем в себе желание через живопись рассказать о том, о чём зрители не узнают из концептуального искусства. Дать им прививку фигуративной живописи, способной заинтересовать их и позволить открыть для себя что-то новое».

## Выставки

### 2019
- с 9 июля по 8 сентября — персональная выставка Ольги Флоренской «Джапонерия шинуаз».[4]
- с 28 мая по 7 июля — персональная выставка Дениса Русакова «Мокьюментари».[5]
- с 5 марта по 14 апреля — совместная выставка «Женское дело».[6] В рамках экспозиции 10 художниц представляют работы круглой или овальной формы — по форме традиционных пялец для вышивания. В выставке приняли участие Лиза Ольшанская, Таня Сергеева, Ольга Флоренская, Катя Флоренская, Ира Тотибадзе, Наташа Арендт, Нино Билиходзе, Анна Чугунова, Анна Алтабаева, Елена Пинталь.[7]
- с 23 января по 3 марта — персональная выставка Ирины Роон «Не покидая комнаты».[8]
- с 26 сентября по 18 октября — выставка «Прожиточный максимум» художников династии Тотибадзе в Галерее ГУМ-Red-Line.[9]
- с 22 октября по 1 декабря — персональная выставка Зураба Гикашвили «Из Окна»[10]

### 2018
- с 18 декабря по 15 января — совместная выставка «Подарки к Рождеству». На выставке были представлены работы 25 художников.[11]
- с 21 ноября по 16 декабря — персональная выставка Константина Сутягина «Про кино / À propos du film». Это серия картин о Москве и Париже, выполненных в традиционной технике «холст и масло». Художник сравнивает живопись, которая всегда находится рядом с человеком и кино, которое быстротечно, но навсегда оставляет приятные воспоминания.[12]
- с 24 мая по 4 июля — персональная выставка Дмитрия Ракитина «Всё будет хорошо».[13]